# Charles Chabot
Charles Ier Chabot, baron de Jarnac, seigneur de Brion, de Saint-Aulaye et de Montlieu, né en 1487 et mort en 1559) est un militaire et homme politique français, gouverneur de l'Aunis et capitaine de La Rochelle, maire perpétuel de Bordeaux de 1531 à 1545, maire perpétuel  de La Rochelle de 1536 à 1548.

## Biographie
Charles est le fils de Jacques Chabot et de Madeleine de Luxembourg (fille de Thibault de Luxembourg), et donc le frère aîné de l'amiral de Brion (Philippe Chabot). Il est titré baron de Jarnac, est fait chevalier de l'ordre du roi et gentilhomme ordinaire de la chambre du roi par François Ier. 
Il exerce les charges de gouverneur de l'Aunis, capitaine de La Rochelle, maire perpétuel de Bordeaux de 1531 à 1545, capitaine du château du Hâ, vice-amiral de Guyenne en 1544 et maire perpétuel de La Rochelle de 1536 à 1548.
Il épouse en 1506 Jeanne de Saint-Gelais, puis Madeleine de Puiguyon, dont postérité (du 1° : Guy Ier Chabot et Catherine Chabot, seconde épouse d'Hélie du Tillet ; du 2° : Charles Chabot).